# Autotrader EchoPark Automotive 400
La Autotrader EchoPark Automotive 400 è una gara automobilistica di stock car appartenente alle NASCAR Cup Series che si tiene presso il Texas Motor Speedway di Fort Worth, in Texas (Stati Uniti).
È una delle gare più recenti entrate a far parte del calendario delle Cup Series. Dalla sua prima edizione, nel 2005, viene assegnato un trofeo che richiama la forma di cowboy sopra un pistone e il vincitore indossa uno stetson di colore nero e gli viene consegnata una Smith & Wesson 29.

## Storia
La corsa ha una storia relativamente recente, ma ha fatto molto discutere appassionati e tifosi NASCAR soprattutto per la sua nascita e per aver provocato cambiamenti rilevanti nel calendario della stagione. La corsa nasce dall'accordo extragiudiziale tra Francis Ferko da un lato e la NASCAR insieme alla International Speedway Corporation (entrambe controllate dalla famiglia Francis). Ferko, socio di minoranza della Speedway Motorsports Inc. (che controlla il Texas Motor Speedway di Fort Worth), nel 2002 accusa NASCAR e ISC di aver violato un precedente accordo tra le parti che avrebbe consentito al circuito di Fort Worth di avere un secondo evento delle Cup Series. Per chiudere la causa prima di andare in tribunale, nel maggio 2004 le parti si accordano prima del giudizio: la Speedway Motorsports Inc. acquista la pista di Rockingham (che non ospiterà più gare NASCAR) e gli viene concessa la seconda data trasferendovi la data di una corsa di fine stagione, la tradizionale Southern 500 (che cambia nome in "Dixies 500" una volta realizzata in Texas), che si disputava presso il Darlington Raceway (posseduto, quest'ultimo, dalla ISC). In senso dispregiativo la gara è stata soprannominata "Francis Ferko 500" proprio in riferimento alla causa.
La gara è protagonista di un film del 2006, Ricky Bobby - La storia di un uomo che sapeva contare fino a uno (Talladega Nights: The Ballad of Ricky Bobby), che però non è stato girato nel circuito di Fort Worth, bensì in quello di Charlotte.
A partire dalla gara del 2023, la corsa si disputa sulla lunghezza di 400 miglia, invece delle 500 miglia originarie.

## Albo d'oro
Fonti: Racing Reference; Jayski's Silly Season Site
| Anno | Data          | N° | Pilota         | Scuderia                 | Costruttore | Distanza | Distanza        | Tempo   | Media   | Resoconto |
| Anno | Data          | N° | Pilota         | Scuderia                 | Costruttore | Giri     | Miglia          | Tempo   | Media   | Resoconto |
| ---- | ------------- | -- | -------------- | ------------------------ | ----------- | -------- | --------------- | ------- | ------- | --------- |
| 2005 | 6 novembre    | 99 | Carl Edwards   | Roush Racing             | Ford        | 334      | 501             | 3:19:00 | 151.055 | Resoconto |
| 2006 | 5 novembre    | 20 | Tony Stewart   | Joe Gibbs Racing         | Chevrolet   | 339      | 508.5           | 3:46:11 | 134.891 | Resoconto |
| 2007 | 4 novembre    | 48 | Jimmie Johnson | Hendrick Motorsports     | Chevrolet   | 334      | 501             | 3:49:05 | 131.219 | Resoconto |
| 2008 | 2 novembre    | 99 | Carl Edwards   | Roush Fenway Racing      | Ford        | 334      | 501             | 3:28:26 | 144.219 | Resoconto |
| 2009 | 8 novembre    | 2  | Kurt Busch     | Penske Racing            | Dodge       | 334      | 501             | 3:24:18 | 147.137 | Resoconto |
| 2010 | 7 novembre    | 11 | Denny Hamlin   | Joe Gibbs Racing         | Toyota      | 334      | 501             | 3:34:01 | 140.456 | Resoconto |
| 2011 | 6 novembre    | 14 | Tony Stewart   | Stewart-Haas Racing      | Chevrolet   | 334      | 501             | 3:16:51 | 152.705 | Resoconto |
| 2012 | 4 novembre    | 48 | Jimmie Johnson | Hendrick Motorsports     | Chevrolet   | 335      | 502.5           | 3:41:30 | 136.117 | Resoconto |
| 2013 | 3 novembre    | 48 | Jimmie Johnson | Hendrick Motorsports     | Chevrolet   | 334      | 501             | 3:18:05 | 151.754 | Resoconto |
| 2014 | 2 novembre    | 48 | Jimmie Johnson | Hendrick Motorsports     | Chevrolet   | 341      | 511.5           | 3:52:05 | 132.239 | Resoconto |
| 2015 | 8 novembre    | 48 | Jimmie Johnson | Hendrick Motorsports     | Chevrolet   | 334      | 501             | 3:38:38 | 137.49  | Resoconto |
| 2016 | 6 novembre    | 19 | Carl Edwards   | Joe Gibbs Racing         | Toyota      | 293      | 439.5           | 3:16:00 | 134.541 | Resoconto |
| 2017 | 5 novembre    | 4  | Kevin Harvick  | Stewart-Haas Racing      | Ford        | 334      | 501             | 3:29:52 | 143.234 | Resoconto |
| 2018 | 4 novembre    | 4  | Kevin Harvick  | Stewart-Haas Racing      | Ford        | 337      | 505.5           | 3:21:27 | 150.558 | Resoconto |
| 2019 | 3 novembre    | 4  | Kevin Harvick  | Stewart-Haas Racing      | Ford        | 334      | 501             | 3:44:44 | 133.759 | Resoconto |
| 2020 | 25/28 ottobre | 18 | Kyle Busch     | Joe Gibbs Racing         | Toyota      | 334      | 501             | 3:42:14 | 135.263 | Resoconto |
| 2021 | 17 ottobre    | 5  | Kyle Busch     | Hendrick Motorsports     | Chevrolet   | 334      | 501             | 3:42:54 | 134.859 | Resoconto |
| 2022 | 25 settembre  | 8  | Tyler Reddick  | Richard Childress Racing | Chevrolet   | 334      | 501             | 4:21:53 | 114.784 | Resoconto |
| 2023 | 24 settembre  | 24 | William Byron  | Hendrick Motorsports     | Chevrolet   | 267      | 400.5 (644.541) | 3:14:28 | 123.569 | Resoconto |
| 2024 | 14 aprile     | 9  | Chase Elliott  | Hendrick Motorsports     | Chevrolet   | 276      | 414 (666.267)   | 3:33:14 | 116.492 | Resoconto |

### Piloti plurivincitori
| Vittorie | Pilota         | Anni vinti                   |
| -------- | -------------- | ---------------------------- |
| 5        | Jimmie Johnson | 2007, 2012, 2013, 2014, 2015 |
| 3        | Carl Edwards   | 2005, 2008, 2016             |
| 3        | Kevin Harvick  | 2017, 2018, 2019             |
| 2        | Tony Stewart   | 2006, 2011                   |

### Teamplurivincitori
| Vittorie | Team                 | Anni vinti                                     |
| -------- | -------------------- | ---------------------------------------------- |
| 8        | Hendrick Motorsports | 2007, 2012, 2013, 2014, 2015, 2021, 2023, 2024 |
| 4        | Stewart-Haas Racing  | 2011, 2017, 2018, 2019                         |
| 4        | Joe Gibbs Racing     | 2006, 2010, 2016, 2020                         |
| 2        | RFK Racing           | 2005, 2008                                     |

### Costruttori vittorie
| Vittorie | Costruttori | Anni vinti                                                      |
| -------- | ----------- | --------------------------------------------------------------- |
| 11       | Chevrolet   | 2006, 2007, 2011, 2012, 2013, 2014, 2015, 2021, 2022 2023, 2024 |
| 5        | Ford        | 2005, 2008, 2017, 2018, 2019                                    |
| 3        | Toyota      | 2010, 2016, 2020                                                |